# Fonts baptismaux de Médan
Les fonts baptismaux de l'église Saint-Germain à Médan, une commune du département des Yvelines dans la région Île-de-France en France, sont créés au XIVe siècle. Les fonts baptismaux en calcaire sont classés monuments historiques au titre d'objet le 16 janvier 1905.
Apportés par Henry Perdier en 1491, ces fonts baptismaux en forme de berceau proviennent de l'église Saint-Pol à Paris. L'ancien fonts royal, taillé dans un bloc, ne présente d'autres ornements que deux cartouches simples et quelques moulures cylindriques. Le bassin est de forme ovale. L'inscription, gravée en minuscule gothique, était suivie de trois écussons, sur un desquels on voit encore une coquille. 